# Tinbergen-Modell

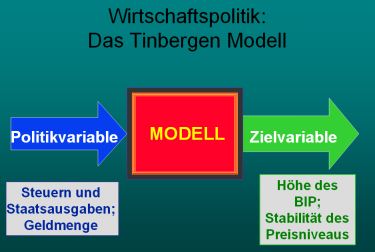
Tinbergen-Modell

Das Tinbergen-Modell ist ein nach dem Wirtschaftsnobelpreisträger Jan Tinbergen benanntes wirtschaftstheoretisches Modell. Seine Grundaussage ist, dass jedes wirtschaftspolitische Ziel mindestens ein linear unabhängiges Instrument benötigt. Das Modell stützt sich zur Analyse von Zielen und Instrumenten der Wirtschaftspolitik auf makroökonometrische Modelle.
Dabei finden jene exogenen Variablen besondere Beachtung, die vom Staat kontrolliert werden können („Politikvariable“), sowie diejenigen Outputvariablen, die Ziele der Wirtschaftspolitik darstellen („Zielvariable“).
Aus dem Modell folgt eine klare Zuordnung („Assignment“) wirtschaftspolitischer Ziele zu den entsprechenden Mitteln und somit zu den wirtschaftspolitischen Trägern (z. B. ist die Zentralbank allein für das Ziel der Preisniveaustabilität zuständig). Wegen der linearen Unabhängigkeit ist eine Koordination der wirtschaftspolitischen Entscheidungsträger nicht mehr zwingend notwendig.
Linear unabhängige Instrumente gibt es allerdings erfahrungsgemäß nicht in der Realität. Fast alle wirtschaftspolitischen Instrumente stehen in Beziehung zueinander, sei es durch Identität, Komplementarität oder Antinomie (horizontale Beziehung). Oftmals besitzt ein Instrument auch Eigenwert und ist gleichzeitig Ziel eines anderen Instruments (vertikale Beziehung). Dies resultiert häufig in einem teleologischen Trugschluss, besser bekannt als instrumentaler Trugschluss.
Meistens ist die lineare Unabhängigkeit in der Praxis auch nicht ausreichend, um die von der Politik gesteckten Ziele zu erreichen. Die eingesetzten Instrumente müssen unabhängig, durchführbar und effizient genug sein, so dass durch Veränderung ihrer Variablen die angestrebten Ergebnisse erreicht werden können.